# Distriktsrabbinat Altenstadt
Das Distriktsrabbinat Altenstadt entstand nach den Vorschriften des bayerischen Judenedikts von 1813 in Altenstadt, einer Stadt im schwäbischen Landkreis Neu-Ulm in Bayern. 
Die jüdische Gemeinde in Altenstadt hatte seit langem einen eigenen Rabbiner und umfasste im Jahr 1834 403 Personen, das waren circa 50 % der Ortsbevölkerung. Durch Ab- und Auswanderung sank die Zahl der Gemeindemitglieder und nach dem Tod des Rabbiners Emanuel Schwab wurde das Distriktsrabbinat 1870 aufgelöst. Die zwei jüdischen Gemeinden wurden dem Distriktsrabbinat Augsburg unterstellt.

## Aufgaben
Die Aufgaben umfassten Beratungen über Schulangelegenheiten, die Verwaltung von Stiftungen und die Verteilung von Almosen. Zur Finanzierung der Distriktsrabbinate wurden Umlagen von den einzelnen jüdischen Gemeinden bezahlt.

## Gemeinden des Distriktsrabbinats
- Jüdische Gemeinde Altenstadt (Iller)
- Jüdische Gemeinde Osterberg

## Distriktsrabbiner
- 1787 bis 1835: Abraham Meyer
- 1837 bis 1869: Emanuel Schwab (gest. 1869)